# High Civilization
Albums de Bee Gees
Tales from the Brothers Gibb
(1990) Size Isn't Everything
(1993)
High Civilization est le dix-neuvième album studio des Bee Gees, sorti en 1991.

## Titres
Toutes les chansons sont de Barry, Robin et Maurice Gibb.
1. High Civilization – 5:31
2. Secret Love – 3:42
3. When He's Gone – 5:59
4. Happy Ever After – 6:17
5. Party with No Name – 4:56
6. Ghost Train – 6:04
7. Dimensions – 5:28
8. The Only Love – 5:36
9. Human Sacrifice – 5:42
10. True Confessions – 5:16
11. Evolution – 5:37

## Musiciens
- Barry Gibb : chant, guitare
- Robin Gibb : chant
- Maurice Gibb : chant, claviers, guitare

Musiciens invités
- Alan Kendall – guitare
- Tim Cansfield - guitare
- Tim Moore – claviers, synthétiseurs, programmation
- George "Chocolate" Perry – basse
- Mike Murphy - batterie
- Trevor Murrell - batterie
- Scott F. Crago - batterie sur "When He's Gone" et "The Only Love" (non crédité)
- Lenny Castro – percussions
- Julia & Maxine Waters – chœurs, percussion